# Terremoto del Pollino del 2012
Il terremoto del Pollino del 26 ottobre 2012 è stato un evento sismico di magnitudo 5.2 generato in Calabria, vicino al confine con la Basilicata, al culmine di uno sciame sismico iniziato nel 2010. L'epicentro è stato individuato nei pressi del comune di Mormanno, nel Massiccio del Pollino, nel nord della provincia di Cosenza. Altri comuni vicini all'epicentro sono stati Laino Borgo, Laino Castello e il comune lucano di Rotonda.

## Eventi sismici

### Sciame sismico
Lo sciame sismico del Pollino è rappresentato da una serie di scosse di terremoto iniziate nell'autunno del 2010, con scosse non al di sopra del 2º grado della scala Richter, cresciute di intensità nel tempo, tra cui si segnala quella del 28 maggio 2012 di magnitudo 4.3 con epicentro a Morano Calabro.
Si è inoltre registrata un'accelerazione nel tempo delle sequenze sismiche. In particolare, analizzando il tasso di attività sismica da ottobre 2010 a novembre 2012, si nota che i tempi di quiescenza tra una sequenza e l'altra si sarebbero dimezzati con un andamento abbastanza regolare.
Le scosse registrate nel Pollino sono state più di 2200. Oltre 20 sono state le scosse oltre il 3º grado Richter. Dall'agosto del 2012 al largo della costa tirrenica si sono avvertite almeno 8 scosse superiori a 4.0 della scala Richter. Quelle più forti, oltre il grado 3.5, in ordine cronologico, si sono succedute in quest'ordine:
| Data              | Ora locale | Magnitudo | Epicentro      |
| ----------------- | ---------- | --------- | -------------- |
| 23 novembre 2011  | 15:12:33   | 3.6       | Mormanno       |
| 28 maggio 2012    | 03:06:27   | 4.3       | Morano Calabro |
| 19 agosto 2012    | 19:45:08   | 3.7       | Mormanno       |
| 14 settembre 2012 | 05:50:11   | 3.7       | Mormanno       |
| 1º ottobre 2012   | 22:28:28   | 3.6       | Mormanno       |
| 18 ottobre 2012   | 04:51:57   | 3.5       | Mormanno       |
| 26 ottobre 2012   | 01:05:24   | 5.2       | Mormanno       |

### Scossa del 26 ottobre 2012
All'1:05 del 26 ottobre 2012, una forte scossa di magnitudo 5.0 con profondità di 6,3 km, colpisce il centro appenninico di Mormanno ed i comuni vicini. La scossa causa danni medi a edifici e strade nei pressi dell'epicentro ed il ferimento di alcune persone per la caduta di calcinacci. L'unica vittima del sisma, indiretta, è stata un anziano di 84 anni, deceduto a Scalea, in seguito ad un infarto causatogli dallo spavento. La scossa è stata avvertita distintamente a Matera, Potenza, nel sud della Calabria, nel Cilento e fino ai comuni del napoletano.

### Repliche
Dopo il sisma si sono verificate altre 15 scosse successive a quella dell'1:05, da quanto rilevato dall'Istituto Nazionale di Geofisica e Vulcanologia (INGV). Le scosse in ordine di tempo e superiori a 2.4 della scala Richter sono state le seguenti:
| Data            | Ora locale | Magnitudo |
| --------------- | ---------- | --------- |
| 26 ottobre 2012 | 01:12      | 2.7       |
| 26 ottobre 2012 | 01:16      | 3.3       |
| 26 ottobre 2012 | 01:35      | 2.5       |
| 26 ottobre 2012 | 01:46      | 2.4       |
| 26 ottobre 2012 | 02:31      | 2.8       |
| 26 ottobre 2012 | 04:25      | 2.9       |
| 26 ottobre 2012 | 04:40      | 2.9       |
| 26 ottobre 2012 | 07:48      | 2.7       |
| 26 ottobre 2012 | 07:49      | 2.4       |

### Analisi geosismologica
Lo sciame sismico che ha interessato il Pollino è caratterizzato, per quanto concerne gli ipocentri dei terremoti, da due raggruppamenti distinti di sismicità. Il raggruppamento posizionato più a Ovest delinea una faglia posizionata in direzione NNW-SSE che si immerge nel Mar Tirreno.
I meccanismi focali dei terremoti principali indicano un movimento distensivo in direzione ENE-WSW, perpendicolare alla catena montuosa.
L'orientamento ed il movimento della faglia sono coerenti con la sismotettonica della regione, caratterizzata da questo tipo di processo deformativo.
Uno studio pubblicato nel 2017 ha mostrato che, contemporaneamente ai terremoti, vi sono stati anche dei lenti e continui scorrimenti di faglie privi di attività sismica. Questa caratteristica contribuisce al rilascio di una parte della deformazione tettonica che verrebbe altrimenti rilasciata dai terremoti e potrebbe spiegare la minore ricorrenza nel passato di terremoti forti nella zona rispetto al resto dell'Appennino.

## Danni infrastrutturali
Secondo gli accertamenti per lesioni ad edifici sono stati evacuati l'ospedale di Mormanno e la casa di riposo di Laino Borgo e sono state chiuse le scuole nell'hinterland. La scossa più violenta ha provocato l'inagibilità del duomo di Mormanno e di altri 10 edifici, oltre che l'evacuazione dell'ospedale. La scossa ha inoltre causato l'interruzione dell'erogazione elettrica in quel di Castrovillari e crolli sulla strada che la collega a Campotenese.

### Lista dei comuni colpiti
Nella tabella in basso si riportano gli effetti ed i danni prodotti dal terremoto nei comuni colpiti. Tutti i dati riportati nella tabella sono stati estrapolati dal Rilievo Macrosismico degli effetti prodotti dal terremoto, redatto dall'INGV. Nella colonna "intensità" è riportata l'intensità dei terremoti determinata secondo la Scala Macrosismica Europea (EMS-98).
| Comune                                      | Provincia | Danni | Intensità |
| ------------------------------------------- | --------- | --- | --------- |
| Campotenese (frazione di Morano Calabro)    | Cosenza   | Danni moderati ad alcune case in muratura, dichiarate inagibili. | 6         |
| Mormanno                                    | Cosenza   | Danni agli edifici in muratura nei quartieri Costa e San Michele (caduta e spostamenti di tegole, rottura dei comignoli, crepe passanti nei muri esterni ed interni, distacco dei solai). Inagibili numerose chiese tra cui la Cattedrale di Santa Maria del Colle (lesioni diffuse alle navate, agli archi e alle volte), la Cappella dell'Annunziata (lesioni alle volte), la Chiesa di Santa Filomena (importanti danni riportati alla facciata). Evacuato l'ospedale. | 6         |
| Piano dell'Incoronata (frazione di Rotonda) | Potenza   | Rotture passanti nei muri esterni di alcune case in muratura e distacco di solai. Alcune case dichiarate inagibili. | 6         |
| Laino Borgo                                 | Cosenza   | Lesioni agli intonaci e riapertura di fessure causate dal precedente terremoto del 1998. Lesioni alla Chiesa della Matrice, dichiarata inagibile. Un altro edificio civile dichiarato inagibile con lesioni di secondo grado. | 5-6       |
| Rotonda                                     | Potenza   | Caduta di intonaci da alcuni edifici in muratura. Alcuni comignoli danneggiati. Pericolante il campanile della chiesa di Sant'Antonio. | 5-6       |
| Castrovillari                               | Cosenza   | | 5         |
| Laino Castello                              | Cosenza   | Distacco di intonaci in alcuni edifici. Lesioni di primo grado al campanile della chiesa. | 5         |
| Morano Calabro                              | Cosenza   | Lesioni di primo e secondo grado in alcune case nei pressi della Chiesa di Santa Maria Maddalena. Lesioni al municipio e alla chiesa (dichiarata inagibile) con caduta di calcinacci. | 5         |
| Papasidero                                  | Cosenza   | | 5         |
| Altomonte                                   | Cosenza   | | 4-5       |
| Lauria                                      | Potenza   | | 4-5       |
| Maratea                                     | Potenza   | | 4-5       |
| Praia a Mare                                | Cosenza   | | 4-5       |
| Verbicaro                                   | Cosenza   | | 4-5       |